# Ercan Yıldız
Ercan Yıldız (ur. 29 maja 1974) – turecki zapaśnik w stylu klasycznym. Dwukrotny olimpijczyk. Jedenasty w Sydney 2000; dwunasty w Atenach 2004. Startował w kategorii 54–55 kg.
Złoty medalista mistrzostw świata w 1997; szósty w 2002. Zdobył srebrny medal w mistrzostwach Europy w 2001. Brązowy medal na igrzyskach śródziemnomorskich w 1997. Pierwszy w Pucharze Świata w 2002; czwarty w 1997; piąty w 2001 i 2003 roku.